# むらさき朱
むらさき 朱（むらさき しゅ）は、日本の漫画家。北海道出身。

## 概要
主に成人向け漫画を描き、露出プレイをモチーフとした作品が多い。「集団暴力」という個人サークルで同人活動も行っている。こちらのサークルでは露出プレイのみでなく、屋外露出・羞恥・猟奇的な陵辱調教なども取り扱っている。
かつて「コンパイル」というソフトウェア開発会社に所属しており、グラフィック関係の開発、会報誌でのマンガ連載のほか、時として声優としても名を連ねていた。
アニメーターのうるし原智志と親交があり、『全裸で直立歩行 普及版』の表紙カバー下に、イラストが寄せられている。
2010年現在、『コミックTENMA』にて『本庄さんの修学旅行』を連載中。

## 作品リスト

### 漫画
- 公然ワイセツ - 桜桃書房、2003年7月1日 ISBN 978-4756731463
- 乳濁願書 - コアマガジン、2004年3月19日 ISBN 978-4877347123
- 真露指導 - コアマガジン、2004年12月18日 ISBN 978-4877347994 『乳濁願書』の下巻に相当する。
- 性癖はいつも裸 - 松文館、2005年10月27日 ISBN 978-4790115946
- 姉犬 第1巻 - フランス書院、2006年4月28日 ISBN 978-4829678909
- 全裸で直立歩行 初回限定版 - コアマガジン、2006年10月19日 ISBN 978-4862520692
- 全裸で直立歩行 普及版 - コアマガジン、2007年1月19日 ISBN 978-4862521118

### ゲーム
- ぷよぷよシリーズ / 魔導物語シリーズ - ミノタウロス 役（声の出演）
  - ぷよぷよSUN（1996年12月、コンパイル、アーケード、およびその移植作）
  - わくわくぷよぷよダンジョン（1998年4月2日、コンパイル、セガサターン、およびその移植作）
  - 魔導物語（1998年7月23日、コンパイル、セガサターン）
- ヴァリアブル・ジオ（戯画） - 一部キャラクターデザイン・原画

### その他
- ディスクステーション収録ムービー - ミノタウロス 役（声の出演）